# Hamilton-Ouest—Ancaster—Dundas (circonscription provinciale)
Circonscription électorale provinciale du Canada
Hamilton-Ouest—Ancaster—Dundas ((en) Hamilton West—Ancaster—Dundas) est une circonscription provinciale de l'Ontario représentée à l'Assemblée législative de l'Ontario depuis 2018. 

## Géographie
Située au sud-ouest de Toronto, la circonscription consiste en une partie de la ville de Hamilton.
Les circonscriptions limitrophes sont Flamborough—Glanbrook,  Hamilton Mountain, Hamilton-Centre et Burlington.    

## Historique
| Législature | Années        | Député | Député     | Parti         |
| --- | ------------- | ------ | ---------- | ------------- |
| Hamilton-Ouest—Ancaster—Dundas Circonscription issue d'Ancaster—Dundas—Flamborough—Westdale, Hamilton-Centre et Hamilton Mountain |               |        |            |               |
| 42e | 2018-2022     |        | Sandy Shaw | Néo-démocrate |
| 43e | 2022–2025     |        | Sandy Shaw | Néo-démocrate |
| 44e | 2025–en cours |        | Sandy Shaw | Néo-démocrate |

## Circonscription fédérale
Depuis les élections provinciales ontariennes du 4 octobre 2007, l'ensemble des circonscriptions provinciales et des circonscriptions fédérales sont identiques.